# Szekta
A szekta olyan emberek csoportja, akik jól megkülönböztethető vallási, filozófiai vagy politikai kisebbségi doktrínát követnek. Vallásszociológiai értelemben kognitív kisebbségek adekvát társadalmi struktúrájaként lehet felfogni, mivel arra kényszerülnek, hogy kicsiny, zárt csoportokban elhatárolják magukat a környezetüktől. Nathalie Luca francia vallásszociológus szerint „egy csoport akkor válik szektássá, amikor bezárkózik”.
A kifejezés Európában és a nyugati nyelvekben többnyire pejoratív jelentést kapott, ahol manapság elsősorban olyan vallási csoportokra használják, amelyeknek a tevékenységét a társadalom többsége zavarónak vagy károsnak tekinti.
A keleti vallásokban (buddhizmus, hinduizmus) viszont nincs negatív tartalma, ott egy hagyományra utal.
Időnként megkülönböztetik a szektákat és a kultuszokat (szélsőséges szekták) egymástól. A modern vallástudományban és szociológiában a szekta és kultusz kifejezés helyett gyakran semleges, nem diszkrimináló és ítélkező kifejezéseket használnak, mint például új vallási mozgalom / közösség.

## Etimológia
A szekta a latin sequi szóból származtatható, jelentése: követ(ni).
A „szekta” szó kezdetben nem hordozott semmilyen negatív jelentést. A klasszikus latin nyelvben ez a kifejezés egy gondolkodásmódra, egy életmódra, pontosabban pedig egy politikai pártra vagy filozófiai iskolára utalt, amelyhez egy személy tartozott.

## A fogalmi értelmezés
A szekta fogalom mai használata viszonylag homályos és pontatlan. 
- egyik jelentése: az uralkodó vallás fő áramlatától elszakadt, többnyire nem bevett vallási csoportok,
- másik jelentés szerint: szorosan összetartó, azonos nézetű, a külvilágtól elkülönülő csoport; zárt csoportosulás valamely közösségen belül.

A szó a nyugati társadalmakban mind a köznyelvben, mind a publicisztikában pejoratív tartalmú. 
A mai nyelvhasználatban a szekta megnevezést különböző hátterű csoportok címkéjeként használják, így beszélnek például politikai szektákról  vagy pszicho-szektákról. A szekta fogalma már szekularizált; vallási tartalmaktól függetlenül és megkülönböztetés nélkül alkalmazzák mindazokra a csoportokra, amelyek fellépését etikátlannak tartják.
A kereszténységben sok esetben az embereket magukhoz kötő, uralkodó egyházakból kivált, nyitottabb gondolkodású csoportokat nevezik az anyaegyházak szektának.

## Szociológiai értelmezés
Szociológiailag a "szekta" egy olyan újonnan alakult vallási csoport, amely azért jött létre, hogy tiltakozzon szülővallása (gyakran egy felekezet) ellen. Motivációjuk általában a szülővallás hitehagyásával (az igaz hittől való elhajlásával) kapcsolatos vádakban rejlik; gyakran a kizárólagos kötődésre vonatkozó kényszer, a liberális tendenciák kritikája és az úgynevezett "igaz" valláshoz való visszatérést szorgalmazzák.
A szekta fogalomnak többféle szociológiai meghatározása és leírása létezik, elsők között Max Webertől és Ernst Troeltschtől (1931). Az egyház-szekta tipológiában úgy határozzák meg a szekta fogalmát, mint újonnan létrejött vallási csoportot, melyben az anya-gyülekezettel (többnyire egy adott felekezettel) szembeni tiltakozás elemei jelentős szerepet játszanak. 
Rodney Stark és William Sims Bainbridge szociológusok az állítják, hogy „a szekták azon hit megtisztított, megújított változatának tartják magukat, amelyből kijöttek”. Ők szektáknak azokat a vallásos csoportokat nevezik, melyek tanítása a tradíción belül marad, míg kultusznak azokat a csoportokat tartják, melyek tanítása innovatív a keresztény hagyományokhoz képest. Az újítás a szervezeti formában is megjelenik.
A vallásszociológia megkülönbözteti a szektákat, az intézményesült szektákat, a (destruktív) kultuszokat, a felekezeteket és az egyházakat egymástól.
Létrejöttük után a szektákkal három dolog történhet: feloszlanak, intézményesülnek vagy felekezetté alakulnak. Ha a szekta tagsága elsorvad, akkor feloszlik. Ha a taglétszám növekszik, a rend fenntartása érdekében kénytelen átvenni a felekezetek jellemzőit (pl. bürokrácia, explicit doktrína stb.). Még ha a tagság nem is növekszik, vagy csak lassan növekszik, normák alakulnak ki a közösségi tevékenységek és viselkedés szabályozására.
A felekezetszerű jellemzők átvétele a szektát felekezetté változtatja, vagy ha tudatosan törekszenek a tiltakozási összetevők egy részének fenntartására, akkor intézményesült szekta jön létre. 
A legtöbb jól ismert keresztény felekezet (például baptista, metodista, hetednapi adventista) egy másik felekezetből kiszakadt szektából fejlődött ki.

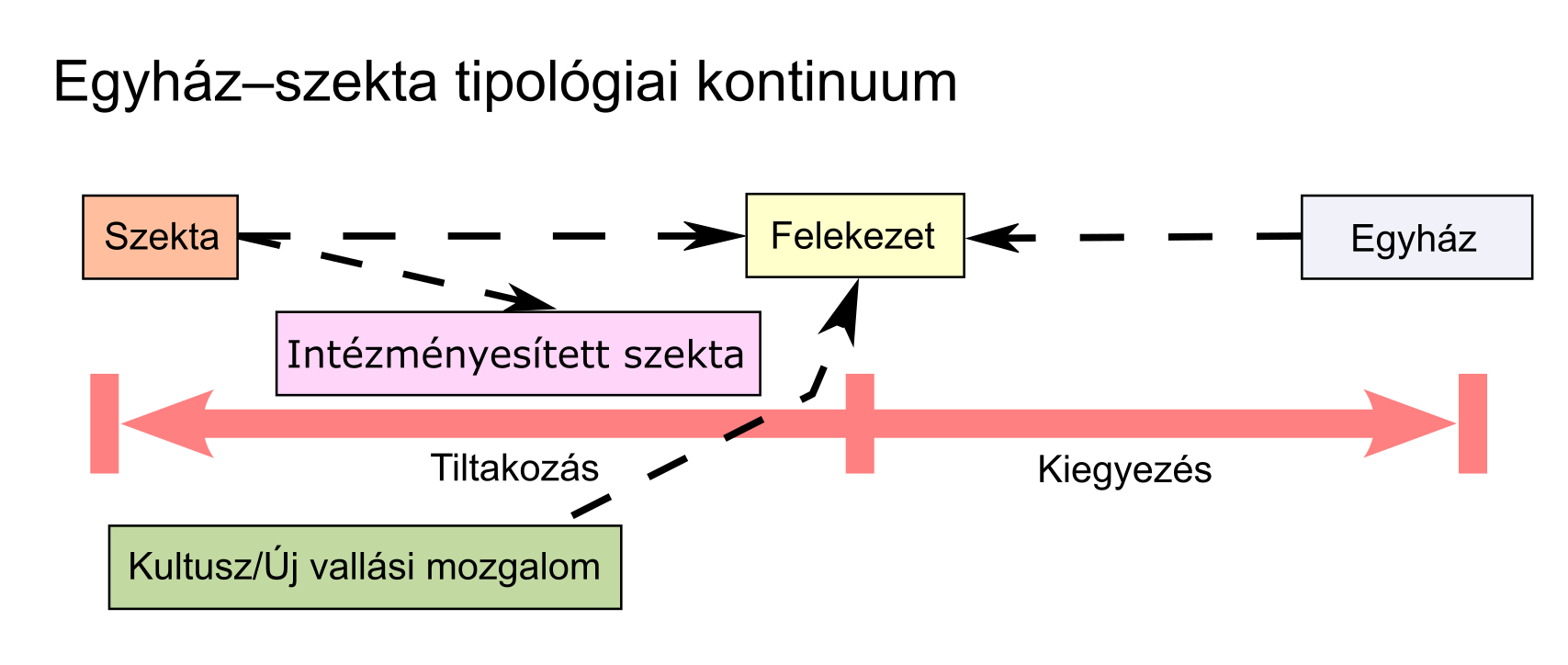
Az egyház–szekta tipológiai kontinuum ábrája: az egyház, felekezet, szekta, kultusz (szélsőséges szekta), új vallási mozgalmak és intézményesült szekták egymáshoz való viszonya.

Az intézményesült szekták a tipológiai kontinuumon félúton vannak a szekták és felekezetek között. Szekta- és felekezetszerű jellemzők keverékével rendelkeznek például a hutteriták, az Iglesia ni Cristo vagy az amishok. 

### Egyház-szekta
A vallásszociológiában az egyházak és szekták megkülönböztetésére különböző jellemzőket mutattak ki: 
- Még Weber alapján: az egyház egy olyan szervezet, amelybe az emberek többnyire beleszületnek,

a szekta olyan önkéntes szervezet, amelybe általában áttérnek az emberek.
- Az egyház olyan szervezet, amely jól beépült a tágabb társadalomba, és általában hajlamos a politikai hatalommal szövetségre lépni,

a szekta egy nagyobb vallástól elszakadt csoport, amely gyakran feszültségben van a társadalommal, annak értékeivel, és elutasítja a kompromisszumot a világi renddel.
- Az egyház összetett, hierarchikus, bürokratikus struktúrákat mutat,

a szekta kisebb, demokratikus és viszonylag informális szervezet.
- Az egyház papjai vagy lelkészei képzettek és felszenteltek,

a szekta elutasítja a klérus és a laikus közötti éles különbségtételt, és gyakran egy karizmatikus vezető irányítja.
- A teológiában és a liturgiában az egyház hajlamos a dogmatizmusra, a tradicionalizmusra (hagyományok) és a rituálékra,

a szekta intenzívebb lelki élményeket nyújt tagjai számára, és a prédikációhoz és az istentisztelethez inspirálóbb, informálisabb és kiszámíthatatlanabb megközelítést alkalmaz.
Továbbá a szekták:
- A vallási igazság monopóliumát követelik meg maguknak; csak náluk található meg „az igazság”.
- Kizárólagosságra törekednek.
- Többnyire világiak (laikusok) szervezik; a vallási kötelezettségek a csoportban egyenlően oszlanak meg.
- Feltétlen engedelmességet követelnek meg a vezetőség vagy a vezető iránt. A vezető(k) kijelentéseinek isteni igazságként való megkérdőjelezhetetlensége. A tagoktól teljes engedelmességet várnak az élet minden területén.
- Minden tagnak valamilyen tudást vagy életmódbeli változást kell felmutatnia ahhoz, hogy elfogadják.
- Ellenálló csoportot hoznak létre, nemcsak a szülővallással, de akár az adott kultúrával és az állammal szemben is.

Weber 1906-ban azt írta, hogy erkölcsi szempontból azért nagyobb a szekták presztízse, mert míg az egyházba beleszületik az ember, anélkül, hogy viselkedésén változtatnia kellene, addig a tisztes szektákba csak olyan embert vettek fel, akit életvitele erkölcsileg kifogástalannak mutatott.

### Tipológia
Bryan R. Wilson (1926–2004) brit vallásszociológus a következő szektatípusokat tartalmazó tipológiát javasolta: 
- Konverzionista szekták

A protestáns kereszténységen belül a fundamentalista és pünkösdi-karizmatikus csoportokra jellemző. Céljuk a személyes, érzelmi és spirituális megtérési tapasztalat átélése, amely a karizmatikus mozgalmaknál a „Szent Szellem ajándékain” alapul.
- Revolucionista (forradalmár) szekták

Hívei hisznek abban, hogy a megváltás hamarosan eljön, de csak a jelenlegi természeti és társadalmi rend megszűnése után. A világ pusztulását egy Felsőbb Erő indítja el, de bizonyos csoportoknál a hívők is részt vehetnek ebben. Sokan ide sorolják a Jehova tanúit  a dávidista adventisták közösségét  vagy az Aum Sinrikjót.
Bryan R. Wilson (a 20. században) ezt a szektacsoportot sorolta a kevésbé fejlett országok legjellegzetesebb mozgalmának.
- Gnosztikus vagy manipulatív szekták

Különleges tudásra törekednek, miközben mások szerint világi célokat követnek. Nem a világtól való visszavonulást, hanem a megfelelő technikák és spirituális eszközök alkalmazását hirdetik. A kiteljesedést és „megszabadulást” számukra a siker, az egészség, a boldogság, a hosszú élet vagy a vagyon jelenti. Számos New Age csoport sorolható ide, a szcientológia, a neosámánizmus, a teozófia  stb.
- Utópisztikus szekták

Céljuk az isteni terv szerinti rekonstrukció. A világ átformálását az ember által, de isteni elvek alapján kísérelik meg. Programjuk radikális, a társadalom teljes újjászervezésére szólítanak fel, ahol nem nyer teret a „gonosz”. Ilyen volt a Népek Temploma (→ Jim Jones) és néhány New Age irányzat.
Más valláskutatók ezeken kívül főleg még két kategóriát adnak meg: 
- Introverzionista szekták

A világtól visszahúzódva, földrajzilag is izolálódnak, az egyszerűség eszményét szem előtt tartva, a modern technika számos vívmányának, a világi életmódnak elutasításával. Az erkölcsi feddhetetlenség sokkal fontosabb, mint a doktrínák. Ilyenek például a hutteriták vagy az amishok.
- Gyógyító szekták

Nagy hangsúlyt helyeznek a testi vagy lelki betegségek nem orvosi eszközökkel történő kezelésére, gyakran a mágiát felhasználva. Az ilyen szekták általában több irányzatba sorolhatók: azok, amelyek középpontjában bizonyos szentélyek vagy szent helyek állnak, és amelyek bizonyos szervezetekre vagy bizonyos személyekre összpontosítanak. Ide sorolhatók az Új Gondolat mozgalom szektái, a Keresztény Tudomány, valamint Afrika különböző független egyházai.

## A kereszténységben
A keleti vallásokkal szemben a keresztény társadalmakban és vallásokban a szekta szót többnyire pejoratív jelzőként használják, olyan csoportra vagy mozgalomra utalva, amelynek eretnek meggyőződése vagy gyakorlata eltér az ortodoxnak tartott csoportokétól (azaz amelyek szerintük a vallás tanait a lehető legpontosabban, legszigorúbban vagy legősibb válfajában követik). Elsődleges jelentése egy olyan közösség, amely elszakadt egy nagyobb szervezettől.

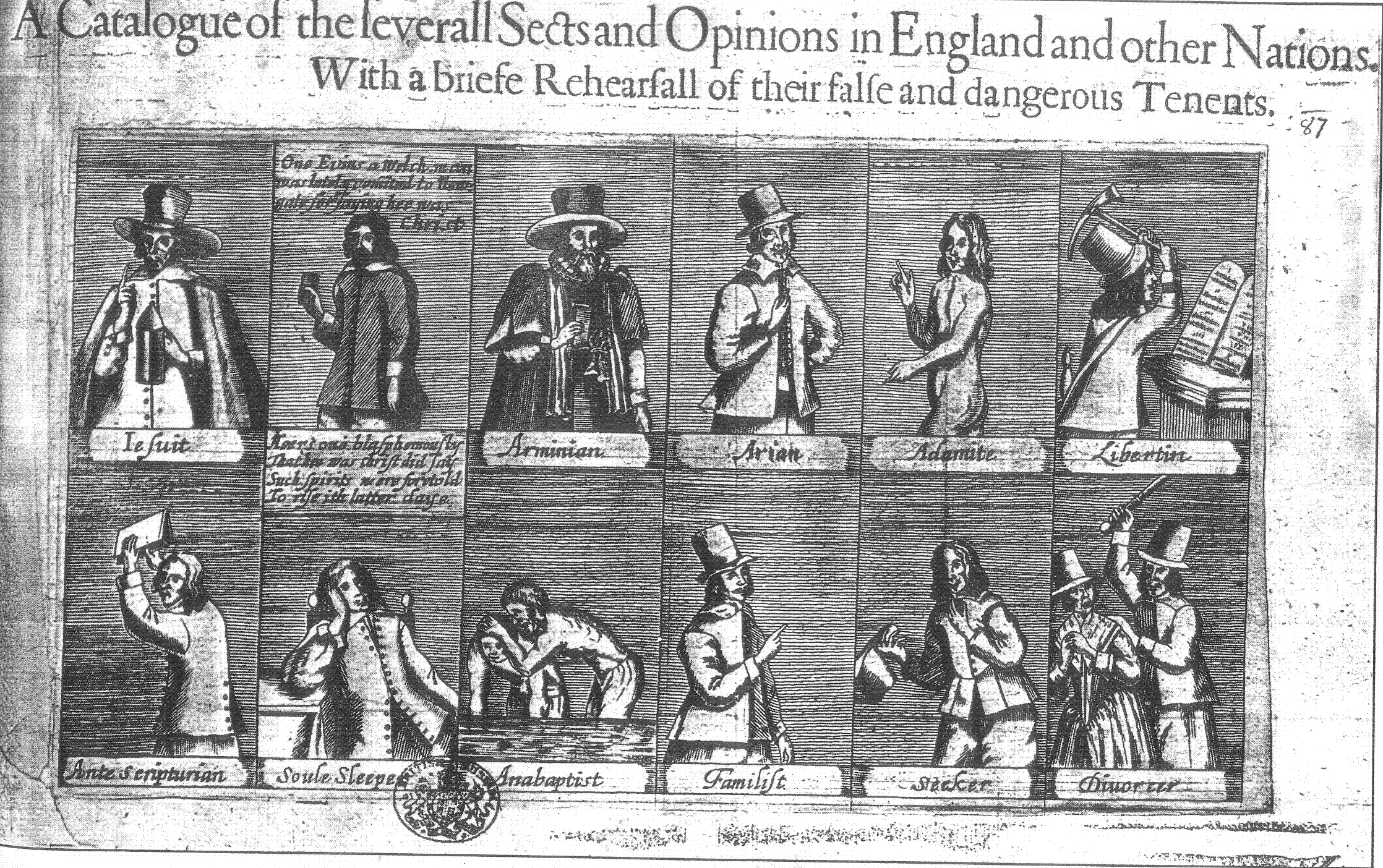
Egy ismeretlen művész 1647-es ábrázolása a szektákról: jezsuiták, walesi istenkáromlók, arminiánusok, ariánusok, adamiták (meztelenül látható), libertinusok (az ember, aki csákánnyal esik neki a Tízparancsolatnak), antescripturianusok (Szentírás-ellenesek), mortalisták/lélekalvók, anabaptisták, familisták, seekers, divorcers (a feleségét verő férfi)

A legkorábbi keresztények is szektaként kezdték, majd kialakult belőlük az egyház.
A ma használatos, egyházi értelmezésben azonban a valláson belüli felekezetek (például a kereszténységen belül a katolikus, református, evangélikus, unitárius, baptista stb.) nem számítanak szektának, még akkor sem, ha nagyon kicsik (például a baptisták), inkább kisegyházakról szokás beszélni. A Magyar Értelmező Szótárban ennek ellenére ez az értelmezés is szerepel.
A kereszténységben ma teológiailag-egyháztanilag egy szekta létrejöttét elsődlegesen a hitfelfogás és hitértelmezés terén kialakult nézeteltérésekre vezetik vissza (→ eretnekség). 
A vallási ébredések nyomán létrejövő különféle mozgalmakat eltérő nézeteik és követőik csekély száma miatt gyakran keresztény szektáknak tekintik.

### Katolicizmus
Luther 1521-es kiközösítése óta a római katolikus egyház eretnekségnek tekintette a protestantizmust, ami a 16-17. században konfliktusok hosszú sorozatához és tömeges mészárláshoz vezetett (→ Szt. Bertalan éjszaka, vallásháborúk).
A szekta kifejezést azonban sokkal ritkábban használták, mint az „eretnekség”-et.
Jacques-Bénigne Bossuet püspök volt az, aki népszerűsítette a „protestáns szekta” fogalmát, amely általánossá is vált köztük „A protestáns egyházak változatainak története” (Histoire des variations des Églises protestantes) 1688-as megjelenésétől. Ebben a nagy hatású művében Bossuet ügyesen merített érveket a protestánsok sokféleségéből, hogy megerősítse: ez nem lehet az „igaz hit”.
A katolikusok a nagy protestáns egyházakat ma már nem, de a kisebb egyházak közül szektának minősítik többek közt az adventistákat, a Jehova Tanúit, a pünkösdi-karizmatikusokat, így a Hit Gyülekezetét; a mormonokat, az unitáriusokat, a metodistákat  vagy épp a Szcientilógia Egyházat is.
A katolikusok szerzőkről a vallási türelmetlenségük nyomán elmondható, hogy több csoportra alkalmazzák a szekta elnevezést, mint a protestáns felekezetek, nem kis megbántást okozva ezáltal.
A Rahner–Vorgrimler-féle katolikus lexikon alapján a szekták jellemzői főképp a következők: biblicizmus, önkéntesség, szigorú etika, intézményellenesség, a kiválasztottság sajátos tudata.

## Zsidóság
Eredetileg ez a szó jelentett egyszerűen csak „felekezetet” vagy „irányzatot” is, például Iosephus Flavius használta A zsidó háború c. művében a zsidó vallás három irányzatának (farizeus, szadduceus, esszénus) megnevezésére. 
Eredetileg, az 1. században a kereszténység is a zsidóságból kivált szektaként jelent meg, illetve a zsidók szektaként tekintettek rá.

## A keleti vallásokban
A buddhizmusban a különböző iskolákat nevezik szektáknak. 
A hinduizmusban, indiai kontextusban a "szekta" szó nem a vallási hagyomány megszakítását vagy kirekesztést jelöl, hanem egy újonnan szervezett közösséget, amelyet egy spirituális tanító (guru, szvámí) alapít meg.

## Szekták és vallási mozgalmak
Napjainkban több ezer szektát, kisebb egyházat, modern kori vallási mozgalmat tartanak számon.

## Destruktív szekták (kultuszok)

#### Destruktív/Konstruktív nézetek/gyakorlatok
Szűkebb értelmezések
Köznapi és szűkebb értelemben a szekta szó olyan, általában vallási (tágabb értelemben esetleg társadalmi) csoportra utal, mely törvénybe ütköző, illetve a társadalom egy jelentős részének szélsőségesen destruktív nézeteket vall (például gyilkosság-öngyilkosság szükségessége, fizikai önfeláldozás), illetve ilyen cselekedetekre hív fel, vagy pedig a társadalom által „konstruktívnak” minősített elveik ellenére az illető kisközösség tagjai (különösen vezetőik) mégis destruktív gyakorlatot folytatnak. Például: Azok a vallási/tágabb értelemben társadalmi csoportok, melyek a zaklatásig vagy a törvényességet túllépve követik, üldözik azokat a tagjaikat, akik kiléptek szervezetükből.

#### Abúzív/destruktív nézetek/gyakorlatok
Az olyan hitalapelvek és azokra épülő gyakorlatok/tanítások, melyek következtében, a tagokat olyan dolgokba vonják bele, vagy a tagok olyan dolgokat sajátítanak el, melyek számos területen kedvezőtlenek az egyén személyes, lelki életében, negatív hatása sokszor az egyén személyközi kapcsolataikban is megnyilvánul. Például: Egy vallási vezető „elvárásokon” keresztül rákényszerít a vallási szervezet tagjára olyan dolgot, mellyel a tag a szabad akaratából nem értene egyet, azzal nem tud őszintén azonosulni, „nem érzi jól magát” a helyzetben. Ilyen például, hogy hazudjon, azzal a manipulatív és abúzív tanítással alátámasztva, hogy ha nem teszi meg ezt akkor nem fog üdvözülni. Illetve ilyen az is, hogy ha a megadott dogmákat nem fogadja el, akkor bűnösnek kell éreznie magát.

## Destruktív szektáknak nyilvánított szervezetek

### A Magyar Országgyűlés által destruktívnak nyilvánított csoportok
1993 tavaszán, – a wacói ostrom idején – a Magyar Köztársaság Országgyűlése destruktív szektának nyilvánította a következőket:
- a Jehova tanúit,
- a Krisna-tudatú Hívők Közösségét,
- az Egyesítő Egyházat,
- a Magyarországi Szcientológia Egyházat,
- majd "A család" (Isten gyermekei) nevű csoportot is,

aminek következtében megvonták ezen szervezetektől a költségvetési támogatást.
Később, 1995 decemberében a kormány mindenfajta megkülönböztetést eltörölt és minden támogatást visszaállított.

## Kormányzati listák

### Németország
Berlin Szenátusi Bizottságának 1997-es jelentése felsorolta és megvitatta a szektákat (Sekten) és a következőképpen osztotta fel azokat:
7.1: Keresztény háttérrel rendelkező csoportok (Gruppen mit christlichem Hintergrund)
- 7.1.1 Fiat Lux [34]
- 7.1.2 Közösség az Úton Evangelikál Szabadegyház (Gemeinde auf dem Weg Evangelische Freikirche e.V - bejegyzett egyesület)
- 7.1.3 Krisztus Nemzetközi Egyházai (bejegyzett egyesület) „Bostoni mozgalom” (Gemeinde Jesu Christi eV (Boston Church of Christ) )
- 7.1.4 Univerzális Élet (Universelles Leben (Heimholungswerk Jesu Christi/HHW))
- 7.1.5 Egyesítő Egyház (Vereinigungskirche (Mond-Bewegung))

7.2 Pogány hátterű csoportok (Gruppen mit heidnischem Hintergrund)
- 7.2.1 Német Hitszövetség ((Germanische Glaubengemeinschaft e.V. (GGG) bejegyzett egyesület)
- 7.2.2 Pogány Egyesület (bejegyzett egyesület) ( Heidnische Gemeinde eV (HG) )
- 7.3.2 OSHO-mozgalom ( OSHO-Bewegung (Bhagwan) )
- 7.3.3 Ruhani Satsang, Thakar Singh
- 7.3.4 Transzcendentális Meditáció (Transzendentale Meditation, TM)

7.4 Életsegítők (Anbieter von Lebenshilfe)
kereskedelmi (kommerziell):
- 7.4.1 Bruno Gröning Baráti Köre (Bruno Gröning-Freundeskreise)
- 7.4.2 Context Seminar Company Limited (Kontext Seminar GmbH)
- 7.4.3 Mérföldkőnek Számító Oktatás (LE) ( Landmark Education (LE) )
- 7.4.4 Art Reade
- 7.4.5 Szcientológia
- 7.4.6 A Natale Institute (TNI)
- nem kereskedelmi (nicht kommerziell):
- 7.4.7 Egyesület az Emberi Természet Pszichológiai Ismereteinek Népszerűsítéséért (Verein zur Förderung der psychologischen Menschenkenntnis (VPM) VPM )

- 7.5 Okkultista / sátánista csoportok (Okkultismus/Satanismus)

- 7.6 Úgynevezett többszintű marketingesek (Strukturvertriebe)

### Franciaország
Az 1999-es szektákról és kultuszokról szóló francia parlamenti jelentés  mintegy harminc csoportra összpontosította figyelmét.  Kiemelték ugyanakkor, hogy vizsgálatuk nem teljes körű, hanem az adott időpontban a rendelkezésre álló információk alapján történt. 
A vizsgált csoportok a következők voltak:  
- Antropozófia
- Au Coeur de la Communication (A Kommunikáció Szívében)
- Contre-réforme catholique (Liga a Katolikus Ellenreformációért)
- Dianova (Ex-Le Patriarche)
- Église du Christ (Krisztus Nemzetközi Egyházai)
- Énergo-Chromo-Kinèse (ECK)
- Fédération d'agrément des réseaux (Marketing Professionals Európai Csoportja (GEPM) )
- Fraternité blanche universelle (Univerzális Fehér Testvériség)
- Invitation à la Vie (Meghívás az Életre)
- Innergy (Insight szemináriumok)
- Hare Krishna-mozgalom
- Jehova Tanúi (Témoins de Jéhovah)
- Landmark (Landmark Education)
- Mahikari (Sûkyô Mahikari)
- Mandarom
- Méthode Avatar (Avatar-módszer)
- Egyesítő Egyház
- Mouvement du Graal (Grál-mozgalom)
- Mouvement Raëlien (Raëlizmus)
- Nouvelle Acropole (Új Akropolisz)
- Office Culturel de Cluny
- Ogyen Kunzang Chöling (buddhista)
- Orkos (anopszológia)
- Pentecôte de Besançon (Besançoni Pünkösdi Egyház)
- Prima Verba
- Rose-Croix – AMORC (Rózsakeresztes Rend)
- Rose-Croix d'Or (Lectorium Rosicrucianum Rózsakeresztes Testvériség)
- Szcientológia
- Szóka Gakkai (Soka Gakkaï)
- La méthode Silva (A Silva-módszer)
- Tradition Famille Propriété
- Új Apostoli Egyház (Église Néo-apostolique)

### Ausztria
A 2010-es jelentés alapján a kormány által "szektának" tekintett csoportok túlnyomó többsége kisméretű, 100 főnél kevesebb tagot számláló szervezet.
A nagyobb csoportok közé tartozik: 
- a Szcientológia Egyház, amely ekkor 5000–7000 közötti tagot számlál,
- az Egyesítő Egyház, amelynek ekkor körülbelül 700 híve van.

A "szektáknak" nevezett kategóriába sorolták a következő kisebb csoportokat: 
- Isteni Fény Misszió ((Divya Sandesh Parishad; DLM),
- az Eckankar (Sant Mat mozgalom),
- a Hare Krishna-mozgalom,
- a Holozófiai Közösség,
- az Osho-mozgalom,
- a Szahádzsa-jóga (Sahaja Yoga),
- Szái Bába hívei,
- Sri Chinmoy hívei,
- a Transzcendentális Meditáció,
- a Fiat Lux,[34]
- az Univerzális Élet,
- A család.

## Tragikus eseményekkel összefüggésbe hozható csoportok
Az egyik leghíresebb történelmi destruktív szekta az Indiában és környékén működő ún. fojtogató szekta, a Thuggee, akiket a hajdani brit birodalmi kormány irtott.

### Azadventizmusbóllétrejött szervezet
- Hetednapi Davidiánusok közössége Branch Davidians

A gyülekezet Victor Houteff vezetésével a Hetednapi Adventista Egyházból 1929-ben vált ki. Jóval később Vernon Wayne Howell (1959-1993) a Hetednapi Adventista Egyházat elhagyva csatlakozott a csoporthoz, majd David Koresh néven a vezetőjévé vált. Az adventista teológiához ragaszkodva apokaliptikus hitelveket tanított és a klasszikus adventizmus tanain változtatásokat eszközölt. Az adventista teológiai tematikát követve újabb ószövetségi momentumokat vonatkoztatott illetve tartott követendőnek a jelen korban (az Újszövetség korában) is követendőnek. Például: többnejűséget vezetett be a gyülekezetében. Ezután a Mount Carmel nevű farmon élt közösségével, feleségeivel a világvégét 1993-ra várva. Még abban az évben rálőtt a davidiánus közösségbe ellátogató rendőrökre, majd a külvilágtól eltorlaszolt épületükben tűz ütött ki és 76 davidiánus (Koresht is beleértve) képtelen volt, illetve vonakodott elmenekülni a lángok elől, bennégett és meghalt.

### Buddhistatanok torzítása alapján létrejött csoport
- AUM szekta AUM Shinrikyo (megszűnt)

A zen-buddhizmus tanaira épülő szekta 1995-ben a tokiói metróban ideggázas merényletet követtek el. Korábban a szekta kilenc alkalommal próbálkozott antrax-támadással is.

### Rádzsnís-mozgalom(Osho)
bővebben: Bagavan Srí Radzsnis (Osho), Rádzsnís-mozgalom
A hinduizmus, a buddhizmus és a taoizmus tanaira épülő szekta hatalmas méretű szervezetté nőtt a múlt század végére. Tagjai és vezetői körében embercsempészés, kábítószer-kereskedelem és gyilkossági kísérletek vádja miatt osztottak ki büntetéseket a hatóságok. Napjainkra ezoterikus irányzatként él tovább Osho öröksége.

### Gnosztikustanokra épülő szervezet
- A Naptemplom Rendje (wd) (Order of the Solar Temple)

A gnosztikus "halál általi felszabadulás a test fogságából" tanításaira épülő francia-kanadai-svájci szekta 1994-ben, '95-ben és '97-ben kollektív (ön)gyilkosságra utasították/beszélték rá tagjaikat.
A Naptemplom rend főként Európához kötődik, szélsőjobb beállítottságú a középkori templomosok tradícióira épülő ezoterikus rend volt. 1968-ban alapították, a rózsakeresztes rend keretében, majd különválik, mint a Templomosok Felújított Rendje Julien Origas vezetése alatt, aki Jeruzsálem királyává nyilvánítja magát. 1947-ben Origast négy év börtönre ítélik, mint a Gestapo egykori tolmácsát.
Origas halálakor harminc lovag kiválik a rendből, hogy megalapítsa a Naphagyomány Nemzetközi Lovagrendjét, a szervezet megtelepszik Svájcban, Kanadában, az USA-ban, Ausztráliában, Franciaországban, különböző tevékenységeket folytatva, mint jógaiskola, mozgássérültek védegylete, orvosi intézetek, kiadók. A rend végső célja azonban egy fasiszta típusú forradalom. A szervezet tagjai egymásban sem bíznak, 1994-ben Kanadában sor kerül egy renden belüli leszámolásra, melynek során öt embert ölnek meg, köztük egy 3 hónapos csecsemőt. A rend vezetői azonban itt nem állnak meg. Pár nappal később a lovagrend 45 tagját végzik ki, miután rájuk bizonyították az árulást, a hóhéraik is öngyilkosok lesznek.
Ezek után a rendet a hatóságok eltűntnek hiszik, 1995-ben azonban újabb 16 megégett holttestet találnak a szervezet egyik székhelyén.

### New Age-re,ezoterika-tanokra,UFO-kultuszraépülő szekták
- Menny Kapuja Heaven's Gate (megszűnt)

Az 1997-ben Kaliforniában 41 ember tömeges öngyilkosságot követett el Marshall Applewhite vezetésével, melyre előre, tudatosan felkészültek. Téveszméik szerint a Hale–Bopp-üstökös mögött UFO rejtőzködött, melyben földön kívüliek közeledtek a Föld felé, hogy kitelepítsék az "arra méltó" embereket. Az UFO-kultuszon kívül nézeteket vettek át több vallásból köztük a New Age, Szcientológia, tanulmányoztak horoszkópokat, spiritisztákkal álltak kapcsolatban, valamint ezoterikus könyveket is árultak.

### Sátánistatanokra épülő csoportok
- Hasfelmetszők The Ripper Crew (megszűnt)

OVB
Robin Getch vezette sátánista szervezet az Amerikai Egyesült Államokban a nyolcvanas években működött, nézeteik hatása alatt sorozatgyilkosságot követtek el.
- Adolfo Jesús Constanzo szektája

Mexikóban "Narkosátánista" vudu nézeteket vallottak. 1989-ben harminc áldozatot követelt.

### Mormontanokra alapított poligám csoport
- Isten bárányának egyháza The Church Of The Lamb Of God (megszűnt)

Az 1960 tól Ervil LeBaron vezette új poligámista mormon szekta. A legtöbb tag (saját feleségek és gyermekek) tőle származott. Az Ervil LeBaron által elkövetett gyilkosságban elhunyt 20 ember között voltak a "többnejűségversenyben" perifériára szorult tagok, valamint azok, akik a megelőző kb. 20 éves időszakban leginkább versengtek a többnejűség esetén szükséges "újabb feleségek" iránt.

### "Hippypünkösdista" kultuszok
David Brandt Berg 1968-ban alapított a kaliforniai Huntington Beachen. Az amerikai Jézus-mozgalom fontos részét képezte, mely a pünkösdizmus karizmatikus tanait a hippi mozgalom, illetve a szexuális forradalom tanaival Sex Revolution for Jesus! ötvözte. A gyülekezetben belül megengedett a házasságtörő heteroszexuális kapcsolatok. (Házasok egyedülállókkal, valamint egymás gyermekeivel 18. életév betöltése után). Az új tagoktól AIDS-tesztet kérnek, valószínűleg a szervezeten belüli szexuális kapcsolatok miatt. Leghíresebb gyakorlatuk a "flörtölős halászat" volt, melyet ma már nem gyakorolnak. Ennek lényege az volt, hogy szexuális flörtöléssel kellett a szervezetbe "csábítani" idegeneket. Magyarországon a szervezet "A Család" néven működik. Nem összekeverendő a tiszta hitelveket valló MPE Agapé magyarországi pünkösdi mozgalommal. 
Az 1960-as évek végén a hippypünkösdista Charles Manson egy olyan szektát hozott létre, amelyet a kívülállók csak „Manson családnak" neveztek. Számos gyilkosság kötődött hozzájuk.

### Izraelitaeredetű csoport
- A Szeretet Temploma The Temple of Love (megszűnt)

1980 és 1999 között 14 halálos áldozatot követelt.

### Kommunában szerveződő csoportok
- Népek Temploma The People's Temple (megszűnt)

Az 1970-es években Jones tiszteletes létrehozta a hívők lakóközösségét a guyanai dzsungelben. 1978-ban e közösség több mint kilencszáz tagját tömeges öngyilkosságra kényszerítették. 

### Afrikai törzsieredetű
A nyugat-afrikai misztikus jombola-kultusz hívei hisznek egy erőben, melynek segítségével át tudják alakítani magukat macskává, kutyává vagy egyéb teremtménnyé. A szekta 1996-ban, Sierra Leonéban hozzávetőleg 30 áldozatot követelt.

### Megjegyzés
1. ↑  A biblicizmus azt a magatartást jelöli, amely elveti a Bibliának a történelmi-kritikai exegézis eszközeivel történő értelmezését és úgy tekint a Biblia szövegére, mint a hitbeli megismerés és az etikai normák egyedüli forrására.

## Külső hivatkozások
- 20. századi szekták – Apológia kutatóközpont tanulmánya
- Aum
- Adolfo de Jesús Constanzo, "El Narcosatánico de Matamoros" Archiválva 2006. július 15-i dátummal a Wayback Machine-ben
- The Branch Davidians
- Heaven's Gate
- "Movement For The Restoration Of The Ten Commandments Of God" Archiválva 2007. június 9-i dátummal a Wayback Machine-ben
- Jim Jones -Magyar oldal
- Scientology BBC -riport
- The Solar Temple Archiválva 2013. november 2-i dátummal a Wayback Machine-ben
- The Church Of The Lamb Of God
- Egy katolikus nézőpontból készült átfogó gyűjtemény a hazai szektákról
- Tények és keresztények (a kereszténység visszásságairól)
- Däniken: Jelenségek (a római katolikus egyház dogmáiról és történelemhamisításairól)